# Tyloperla sinensis
Tyloperla sinensis är en bäcksländeart som beskrevs av Yang, C. och Ding Yang 1993. Tyloperla sinensis ingår i släktet Tyloperla och familjen jättebäcksländor. Inga underarter finns listade i Catalogue of Life.